# Конопляне молоко
Конопляне молоко – це рослинне молоко, виготовлене з насіння конопель, замочених і подрібнених у воді. Результат за кольором, текстурою та смаком нагадує молоко. Звичайне конопляне молоко може бути додатково підсолодженим або ароматизованим.

## Виробництво
Для виробництва конопляного молока потрібні насіння конопель, вода та змішувач. Багато рецептів використовують мелену ваніль або екстракт ванілі для додання смаку, та підсолоджувач.

## Вживання у каві
У порівнянні із соєвим молоком, конопляне молоко створює кращий лате-арт і має текстуру, схожу на коров'яче молоко.

## Поживність
У 100 мл конопляного молока міститься 46 калорій (3 г вуглеводів, 3 г жирів і 2 г білка). Конопляне молоко не містить мікронутрієнтів у значній кількості. Хоча історія виготовлення конопляного молока є обмеженою, насіння конопель їли вже давно, і конопляне молоко є безпечним для тих, хто має алергію на сою чи молоко.